# Triturus marmoratus
Il tritone marmorato (Triturus marmoratus Latreille, 1800) è un anfibio caudato appartenente alla famiglia dei Salamandridi.

## Descrizione
Questa specie grande e dalla colorazione appariscente ha una pelle relativamente ruvida e una testa larga e corta. Le parti superiori sono di un colore verde intenso, con macchie scure di forma irregolare che formano una distintiva marmorizzazione. Il lato ventrale è grigio scuro, con macchie e punti chiari. Nel periodo riproduttivo i maschi presentano una cresta dorsale alta, a margine liscio e a bande verticali gialle e marroni scure, che prosegue in una cresta caudale altrettanto alta. Le due creste sono separate da una lieve rientranza all'altezza della base della coda. Su entrambi i lati della coda è visibile una banda longitudinale argentata. Le femmine sono prive sia di queste bande sia della cresta dorsale, ma presentano una bassa cresta caudale. Le femmine in fase terrestre e gli esemplari giovani sono invece riconoscibili soprattutto grazie a una linea dorsale mediana perlopiù rossastra. Ha una lunghezza totale di 12-16 cm.

## Biologia
Il tritone marmorato è un parente stretto dei tritoni crestati, nonostante la sua diversa colorazione e distribuzione delle macchie. In Francia nord-occidentale e centrale sono presenti popolazioni ibridate con il tritone crestato, erroneamente descritte nel 1862 come una specie denominata «Triton blasii». L'alimentazione del tritone marmorato è costituita da invertebrati come vermi, insetti e loro larve oppure gasteropodi. Tra i suoi principali predatori si trova la natrice viperina. La riproduzione avviene in primavera ed estate per le popolazioni che vivono a quote più alte, mentre a basse altitudini può avvenire anche in inverno. In una stagione una femmina depone, nell'arco di diverse settimane, 200-400 uova che avvolge uno per uno nelle foglie di piante subacquee, aiutandosi con le zampe posteriori. Le larve raggiungono una lunghezza di 8-9 cm. Il tritone marmorato può arrivare fino a 25 anni di età.

## Distribuzione e habitat
L'areale di distribuzione del tritone marmorato si estende dal nord della Spagna alla Francia occidentale, meridionale e centrale. Raggiunge la massima densità in pianura e in collina, ma può comparire anche fino a un massimo di 2100 m di altitudine. Nel periodo riproduttivo questa specie popola acque ferme o a corso lento come stagni, acquitrini, fontane e sorgenti. In estate vive sulla terraferma, sotto sassi e legno, ma in alcune località trascorre anche tutto l'anno in acqua.